# Ooievaarsbekkraterbultje
Het ooievaarsbekkraterbultje (Coleroa circinans) is een schimmel behorend tot de familie Venturiaceae. Hij veroorzaakt donkere bladvlekken op Geranium. 

## Kenmerken

### Uiterlijke kenmerken
Ascostromata of perithecia zijn 50 tot 90 µm groot, meestal geaggregeerd in clusters van maximaal 20. Ze breken door de epidermis heen. Ze zijn bezet met zwarte borstels. Het peridium is dun, samengesteld uit twee tot drie lagen dikwandige veelhoekige bruine cellen tot ca. 8 µm diameter..

### Microscopische kenmerken
De asci zijn 8-sporig, dikwandig, gespleten, de top stomp tot afgerond, inamyloïde en meten (35-) 44-52 × 10-11 µm. De ascosporen zijn groenachtig tot olijfbruin, clavaat of soms clavaat-ruitvormig, de top afgerond en de basis stomp, recht, gesepteerd in het onderste derde deel, enigszins ingesnoerd bij het septum, dunwandig, glad, zonder perispore of aanhangsels en meten 11-13 × 4,5-5 µm.

## Verspreiding
Het ooievaarsbekkraterbultje komt voor in Europa, Noord-Amerika en Nieuw-Zeeland. In Nederland komt het uiterst zeldzaam voor. Het staat niet op de rode lijst en is niet bedreigd.

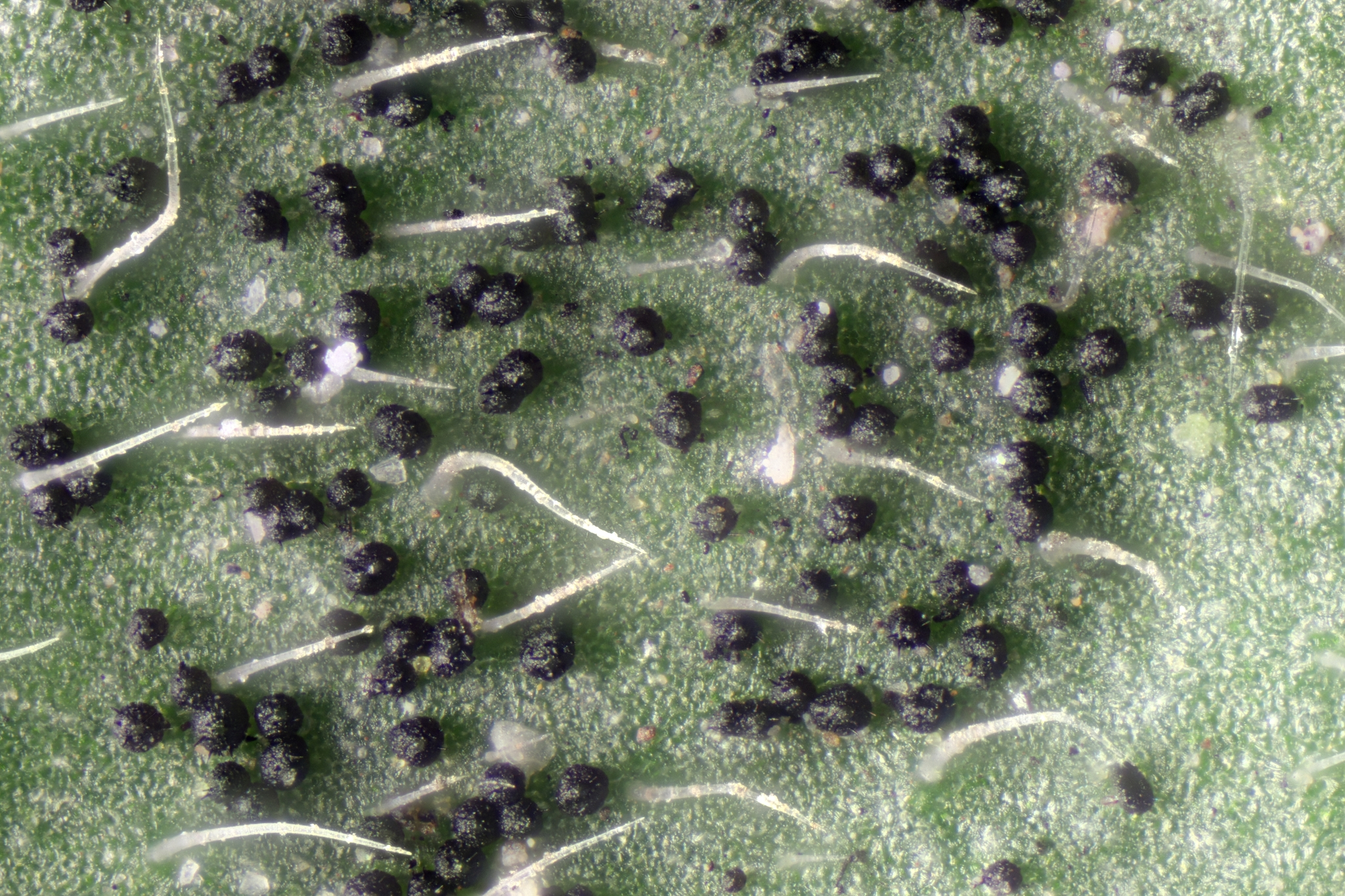
Vruchtlichamen
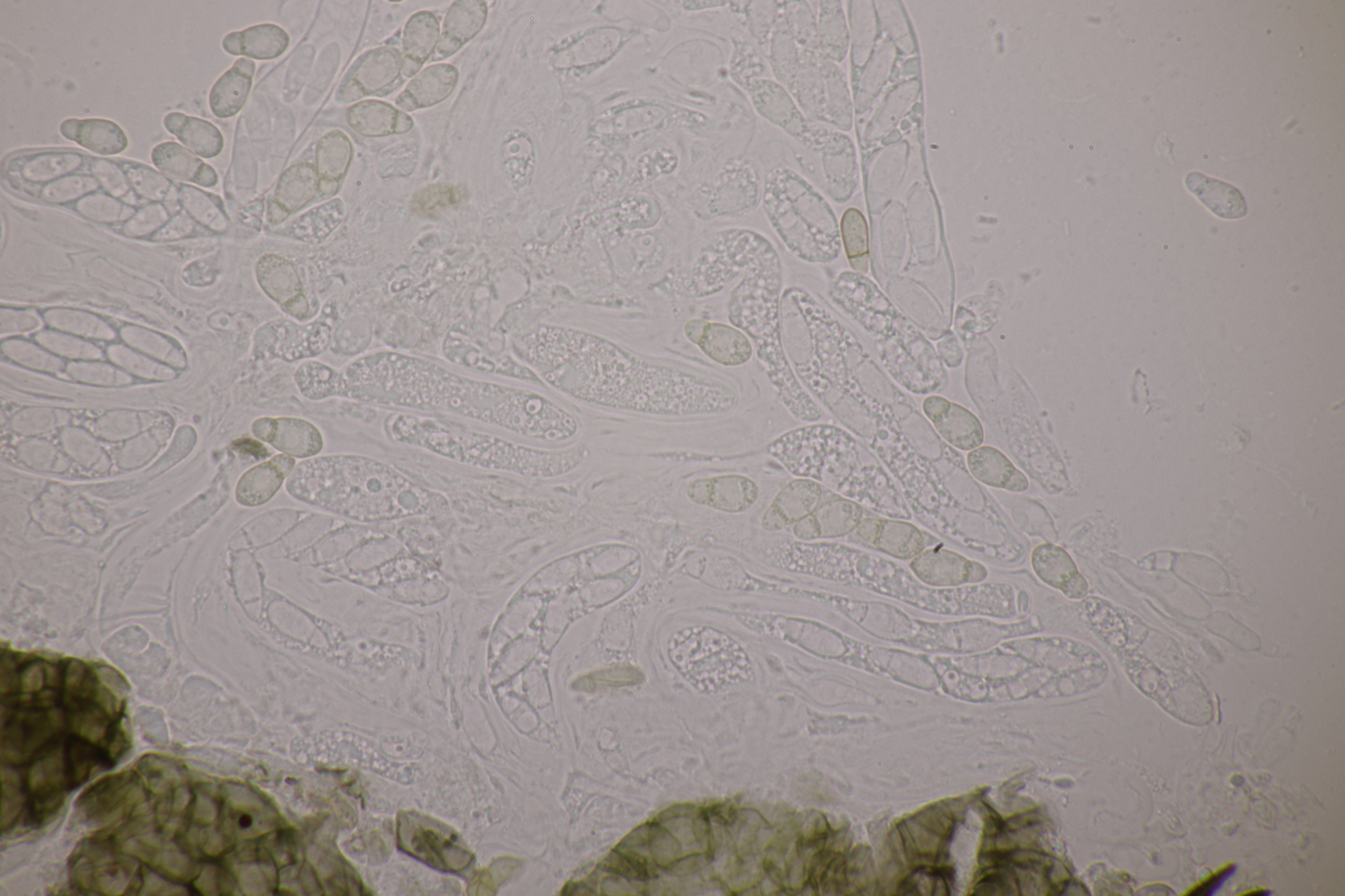
Asci met ascospoern
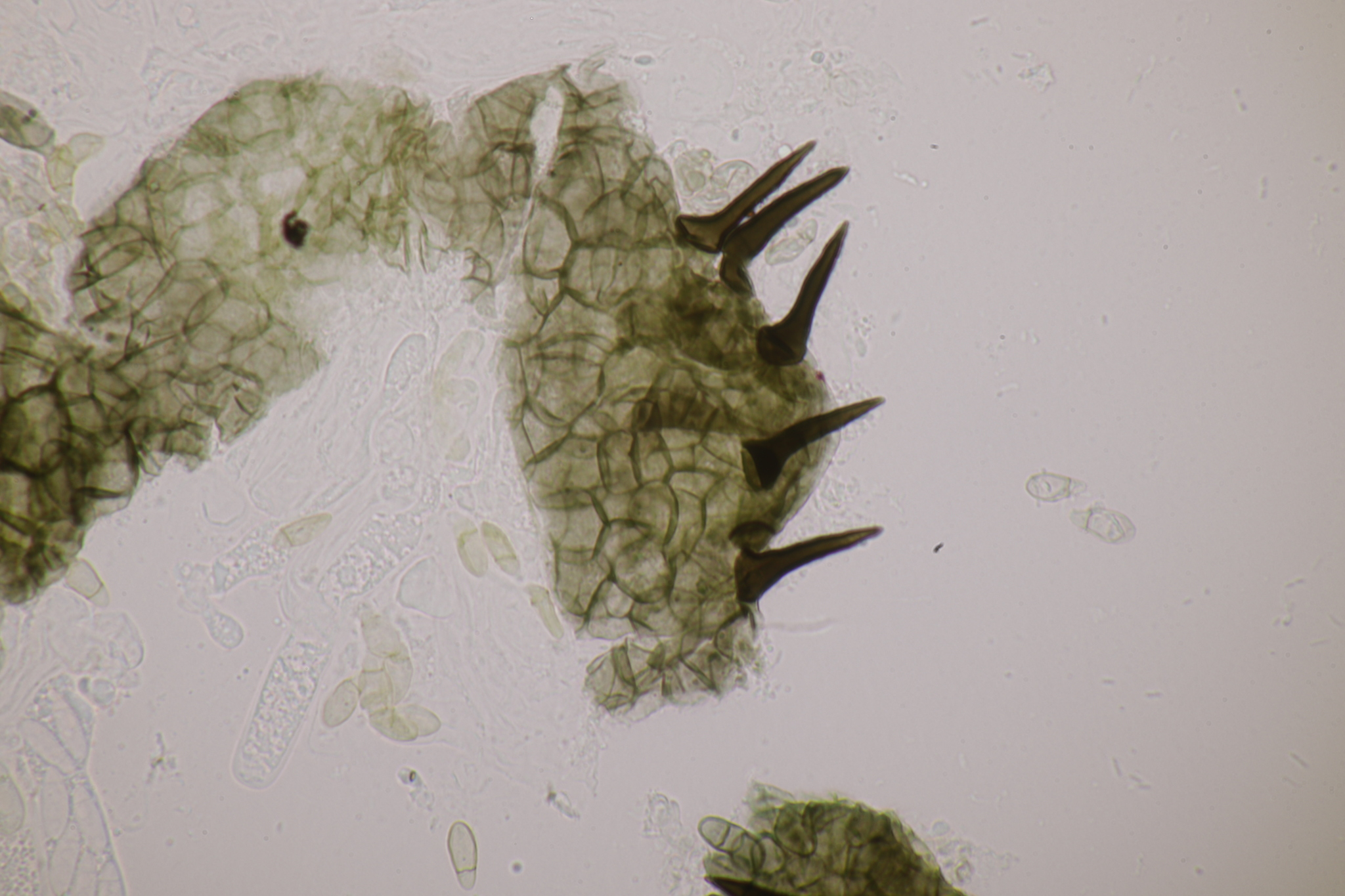
Veelhoekige bruine cellen
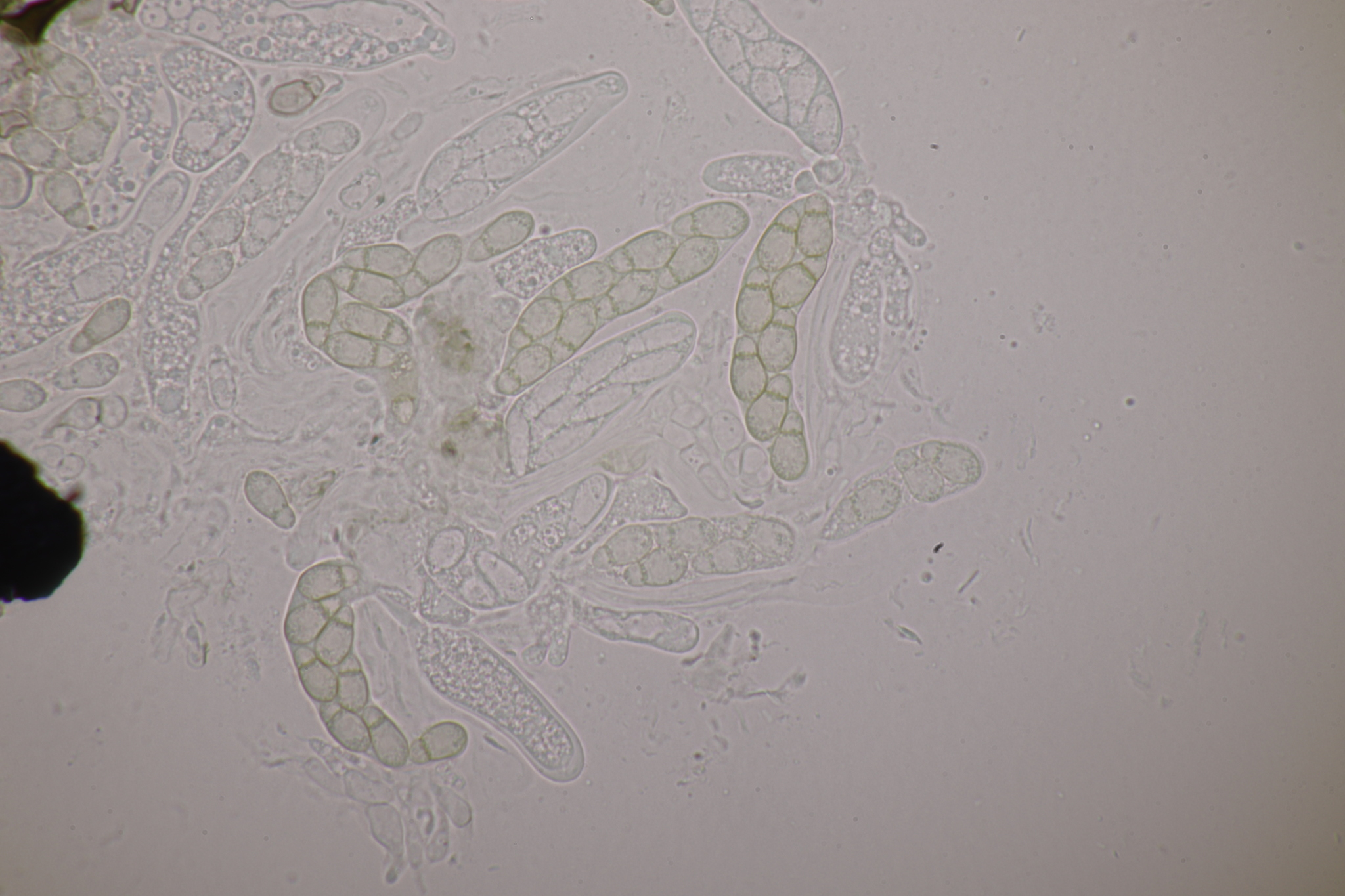
Ascus met acht sporen
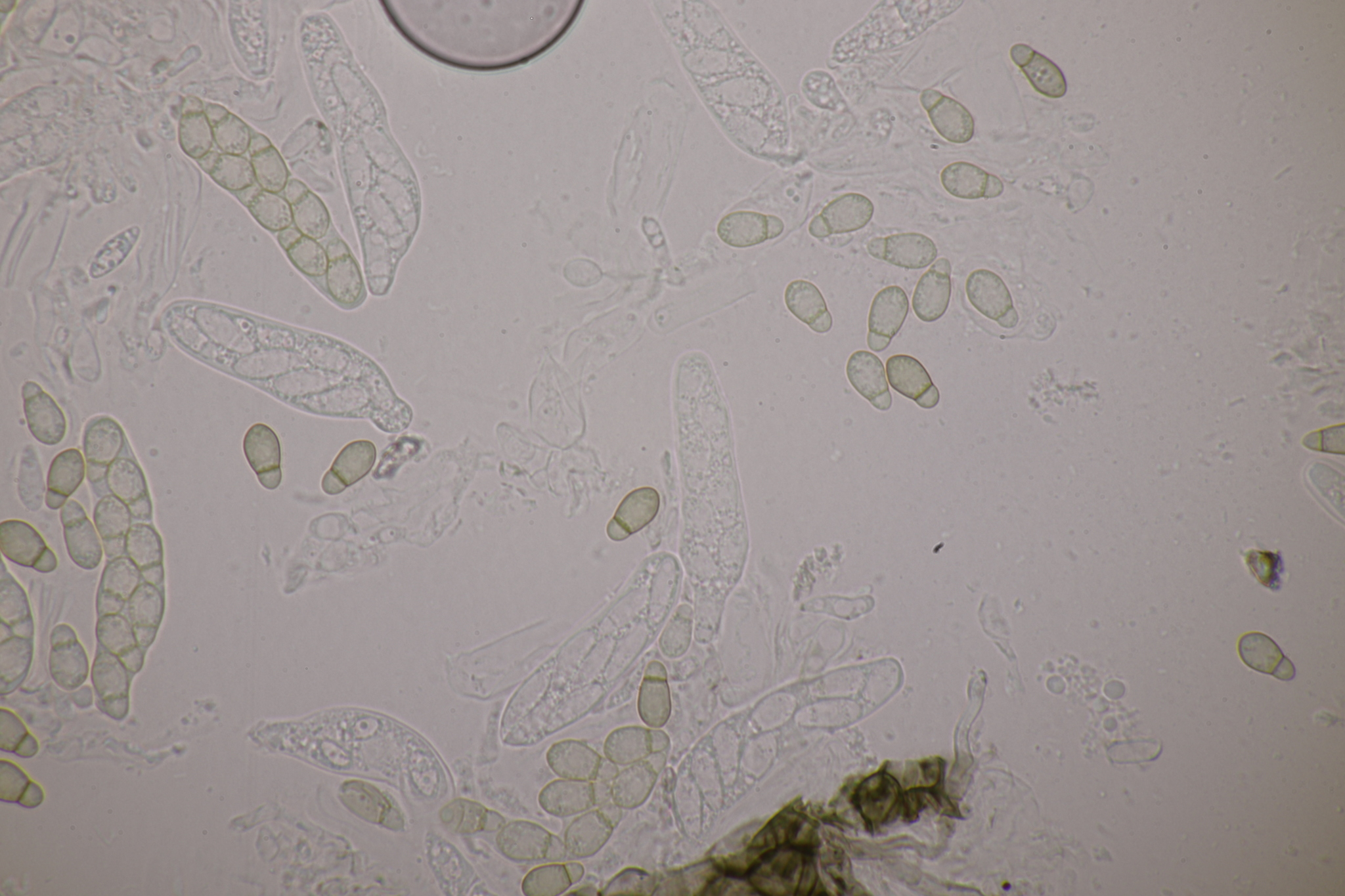
Ascosporen in het midden
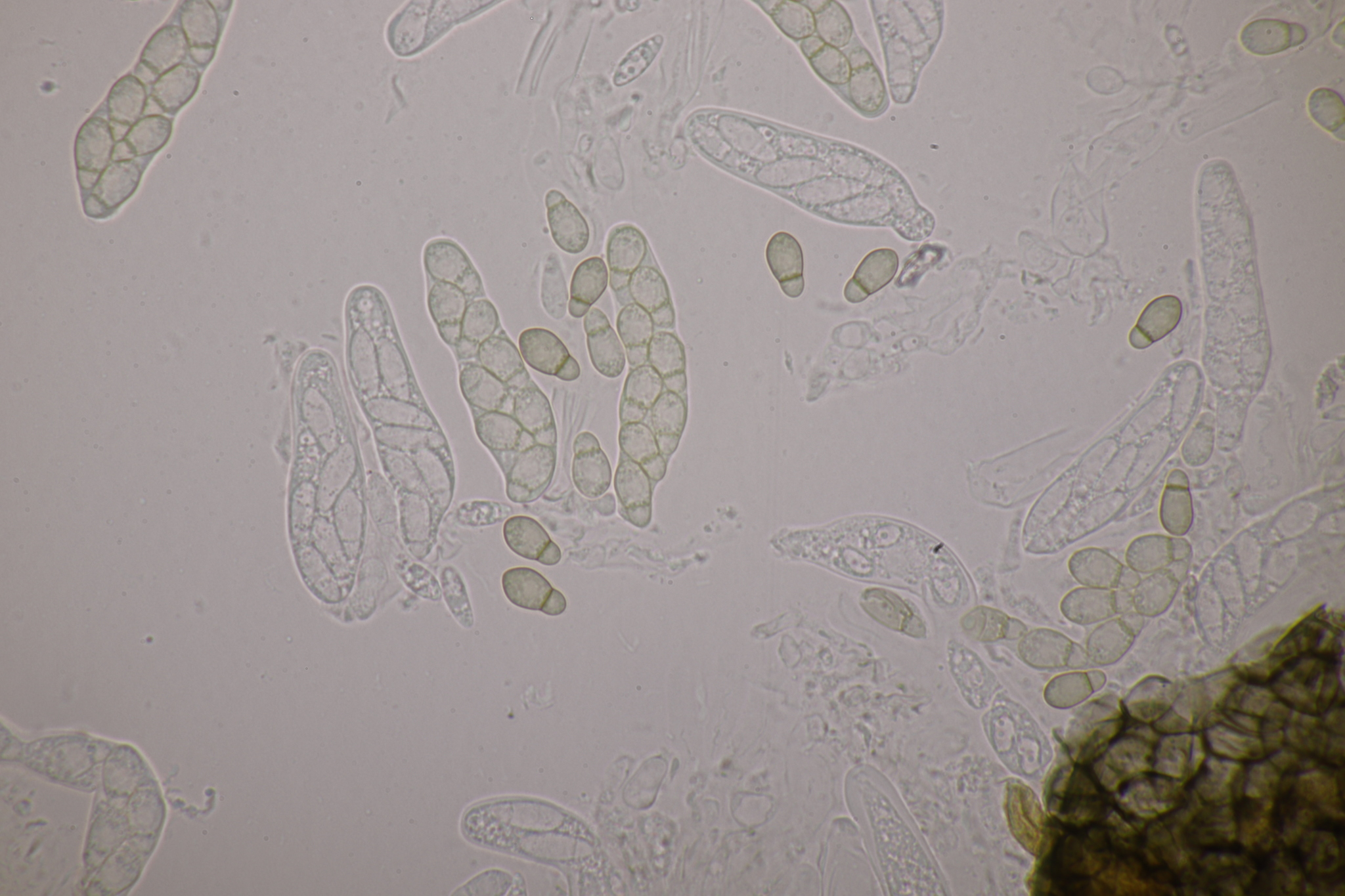
Ascus in het midden